# Sköna juveler (roman)
Sköna juveler är en roman av P.G. Wodehouse, utgiven i England 1961 med titeln Ice in the Bedroom. Romanen översattes till svenska av Birgitta Hammar 1962.

## Persongalleri
- Freddie Widgeon – Ung man som nödgas jobba på kontor men som väver andra planer.

- Sally Foster – Freddies kärlek och sekreterare åt Leila Yorke.

- Leila Yorke – Författare av inkomstbringande men av kritikerna föga uppskattade romaner.

- Thomas ”Soapy” Molloy – Skojare och tidigare gäst i ”Sagoslottet.”

- Dolly Molloy – Tjuv, blont bombnedslag samt maka till ”Soapy.”

- George Widgeon – Kusin till Freddie. Sysslolös poliskonstapel i Valley Fields.

- Mr. Cornelius – Fastighetsmäklare och lyckligt boende i Londonförorten Valley Fields. Mycket förtjust i att mata sina kaniner.

- Mrs. Cornelius – Maka och ännu en lycklig invånare i Valley Fields.

- Chimp Twist – Skojare och som ibland jobbar helt lagligt som privatdetektiv.

- Alexander ”Oofy” Prosser – Vän till Freddie och svärson till Mr. Shoesmith.

- Myrtle Prosser – Maka till ”Oofy” och dotter till Mr. Shoesmith.

- Mr. Shoesmith – Freddie föga tålmodige chef.

- Rodney Widgeon, lord Blicester – Farbror till Freddie.

- Joe Bishop – Maka till Leila Yorke. Kypare som är mycket road av ormar.

## Handling
Berättelsen börjar med att beskriva Freddie Widgeon vilken, efter indraget underhåll från sin farbror, nödgas dra sig fram som kontorist på firman Shoesmith, Shoesmith, Shoesmith & Shoesmith. Dessutom bor han i den lugna förorten Valley Fields vilken är alltför stillsam för honom. Freddie har emellertid köpt aktier i företaget Silverfloden av sin nyss utflyttade granne Thomas G. Molloy och hoppas via avkastningen ha råd skaffa en kaffeplantage i Kenya. Dessutom vill han i samma veva gifta sig med Sally Foster. Molloy (känd under namnet ”Soapy”) är emellertid en skojare av stora mått liksom även hans hustru Dolly. Då dessa två dyker upp i handlingen visar det sig att hustrun, utan att upplysa sin man, gömt ett antal dyrbara stycken (stulna från Myrtle Prosser) i det hus i Valley Fields som Molloy precis lämnat. Dolly satt emellertid i häkte precis då ”Soapy” flyttade ut och visste inget om detta. Byggnaden, som går under namnet, ”Sagoslottet” är nu uthyrd till författarinnan Leila Yorke som är i färd med att skriva något mer seriöst och dystert än de lättsamma men inkomstbringande romaner hon normalt producerar. Makarna Molloy börjar alltså smida planer för att försöka komma över juvelerna. Flera komiska episoder följer även i fråga om Freddies kärleksliv där han försöker övertyga Sally om att han numera är monogam. De berömda juvelerna vandrar från hand till hand och mot slutet av romanen är Freddie ett tag alldeles förkrossad då alla hans planer ser ut att gå i stöpet innan han får hjälp från oväntat håll. 